# Neaetha cerussata
Neaetha cerussata là một loài nhện trong họ Salticidae.
Loài này thuộc chi Neaetha. Neaetha cerussata được Eugène Simon miêu tả năm 1868.